# Michael Morse
Michael Morse (ur. 2 kwietnia 1981) – amerykański narciarz dowolny. Specjalizuje się w jeździe po muldach.
Startował na Igrzyskach w Vancouver. W jeździe po muldach zajął 15. miejsce.